# زمین‌لرزه ۱۳۶۹ رودبار و منجیل
زمین‌لرزه رودبار و منجیل در ساعت ۳۰ دقیقه بامداد به وقت ایران یعنی در آغازین لحظات ورود به روز پنجشنبه ۳۱ خرداد ماه ۱۳۶۹ (برابر با ۲۰ ژوئن ۱۹۹۰ در ساعت ۲۱ به وقت گرینویچ) در
فاصله حدود ۱۶ کیلومتری رودبار به مرکزیت روستای پاکده و روستاهای تابعه در استان گیلان بروز نمود و تا شعاع ۱۰۰ کیلومتری از مرکز زمین‌لرزه موجب خسارات جانی و مالی فراوان گردید. ارتعاشات حاصل از امواج لرزه‌ای در استان گیلان و در بخش‌هایی از استان‌های زنجان، اردبیل، آذربایجان شرقی، تهران، مرکزی، مازندران، سمنان، همدان، قزوین (الموت غربی) و کردستان به مدت حدود ۶۰ ثانیه احساس گردید و موجب وحشت عمومی شد. این زمین‌لرزه در یک منطقه پرتراکم از نظر جمعیت اتفاق افتاد، به‌طوری‌که علاوه بر روستاهای موجود در منطقه چندین شهر مهم کشور نیز تحت تأثیر آن قرار گرفتند. کانون زلزله در عمق ۱۹ کیلومتری زمین اعلام شد هرچند که به دلیل نبود تجهیزات کافی در آن زمان امکان خطا در تخمین عمق زمین لرزه وجود داشته همان‌طور که در اعلام کانون زمین لرزه مرتکب خطا شده و کانون آن را رشت و دیلمان اعلام کردند. در این زمین لرزه علاوه بر حدود ۳۳٬۰۰۰ نفر که جان خود را از دست دادند، بیش از ۲۰۰ هزار واحد مسکونی تخریب شده و خسارات عمده‌ای به تأسیسات و اماکن عمومی در استان گیلان که متأثر از این زمین‌لرزه بودند، وارد آمد و حدود ۵۰۰٬۰۰۰ تن نیز بی‌خانمان شدند. شدت زلزله به حدی بود که بر اثر حرکت گسلها حداقل ۴ روستا به‌طور کامل و با ساکنانش ناپدید شدند.

## جایگاه زمین‌ساخت و تاریخچه لرزه‌خیزی منطقه
از نظر زمین‌ساخت صفحه‌ای محل رویداد زمین‌لرزه در رشته کوه‌های البرز در شمال غرب ایران قرار داشت. رشته‌کوه‌های البرز از یک ناحیه کمانی شکل باریک با طاقدیسها و ناودیسهای موازی تشکیل شده که مرز جنوبی تحدب پهناور دریای خزر را تشکیل می‌دهد. این ناحیه در شمال با بلوک خزر و در جنوب با پهنه ایران مرکزی مواجه است. در بخش غربی این ناحیه محور ساختارهای زمین‌شناسی دارای یک روند شمال‌غربی-جنوب‌شرقی بوده که تقریباً با بخش شمالی کمربند چین خورده فعال زاگرس موازی است. از سوی دیگر در بخش شرقی منطقه البرز روند محور ساختارهای زمین‌شناسی تقریباً شمال‌شرقی-جنوب‌غربی و به موازات گسل کویر بزرگ (درونه) می‌باشد. در پهنهٔ لرزه زمین‌ساختی البرز به ویژه در منطقه زلزله زده گسلهای مهم، عموماً روند خاوری ـ باختری با اندکی تمایل به سوی شمال باختری دارند و اکثراً از نوع گسل‌های فشاری می‌باشند. این ایالت از نظر لرزه‌خیری یکی از جنبانترین ایالت‌های ایران بوده و در گذشته زمین‌لرزه‌های بزرگی در آن روی داده است که استان‌های گیلان و مازندران را متأثر ساخته است. مهم‌ترین گسل‌های شناخته شده آن منطقه عبارت‌اند از:
1. گسل شمال البرز با روند شمال غرب ـ جنوب شرق با شیب زیاد به سمت جنوب غرب.
2. گسل لاهیجان با روند شمال شرق ـ جنوب غرب.
3. گسل ماسوله با روند شمال غرب ـ جنوب شرق.
4. گسل رودبار با روند شرق ـ غرب با شیب زیاد به سمت شمال.
5. گسل کولور با روند شمال غرب ـ جنوب شرق.
6. گسل آستارا با روند شمال ـ جنوب.

آمار داده‌های لرزه‌ای دستگاهی (یکصد سال اخیر) و تاریخی نشان می‌دهد که این ناحیه از توان لرزه خیزی بالایی برخوردار بوده و مطابق نقشه خطر زمین لرزه ایران (مانوئل بربریان ۱۹۷۷) این ناحیه در منطقه تخریب متوسط تا زیاد قرار دارد.

## کشته‌ها و خرابی‌ها

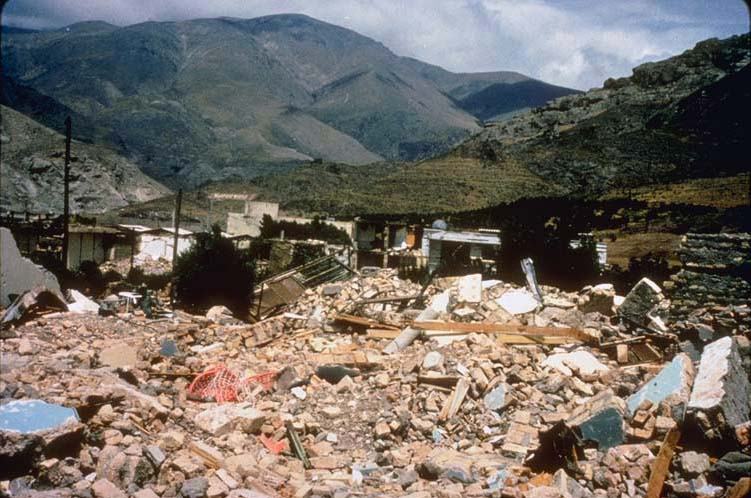

زلزله ۳۱ خرداد ۱۳۶۹ رودبار-منجیل به بزرگی ۷٫۴ در ساعت ۲۱:۰۰ به وقت گرینویچ و سی دقیقه بامداد به وقت محلی رخ داد و شهرهای رودبار، منجیل، لوشان و ۷۰۰ روستای اطراف را به نابودی کشاند و به ۳۰۰ روستای دیگر خسارت عمده وارد نمود و بر اثر حرکت گسل‌های فعال ۴ روستا مانند روستای باکلور در استان زنجان و دولت‌آباد در رودبار به‌طور کامل محو شدند.
کانون ژرفی زمین‌لرزه مذکور حدود ۱۹ کیلومتری از سطح زمین بود و بر اثر آن یکصد هزار خانه خشتی و گلی با خاک یکسان شدند یا متحمل خسارات عمده گردیدند و بیش از سی و پنج هزار کشته، شصت‌هزار زخمی و پانصدهزار بی‌خانمان آن را در لیست مرگبارترین ۱۰ زلزله جهان در صد سال گذشته قرار می‌دهد. چند ساعت پس از وقوع زمین لرزه اصلی چندین پس‌لرزه به وقوع پیوست که بزرگی موج لرزه‌ای آن‌ها بیش از ۵ بود. بزرگ‌ترین پس‌لرزه حدود ۱۲ ساعت پس از وقوع زمین‌لرزه اصلی اتفاق افتاد، که بزرگی آن Mb=۶ گزارش گردید. پس از نصب شبکه لرزه‌نگاری صحرایی مؤسسه ژئوفیزیک دانشگاه تهران روزانه حدود چند صد پس‌لرزه ثبت می‌گردید که بزرگی آن‌ها در مواردی از ۵ تجاوز می‌نمود. عمق اکثر این پس‌لرزه‌ها بین ۱۰ تا ۲۰ کیلومتر متغیر گزارش شده است. این زمین‌لرزه به لحاظ وسعت و شدت از زلزله‌های بی‌سابقه این منطقه در طی سدهٔ اخیر بود که مناطق وسیعی از استان‌های تهران، گیلان، آذربایجان شرقی، مرکزی، زنجان، همدان، مازندران، سمنان و شهرهایی از قبیل رشت، لاهیجان، رودسر، لنگرود، آستانه اشرفیه، تنکابن، سراب، اردبیل، مشکین‌شهر، کرج و شهرک‌های اطراف بروجرد محور قزوین-رشت و روستاهای رودبار الموت طالقان، فیروزکوه مهدی‌شهر، شهمیرزاد، زیراب، بوئین زهرا و ده‌ها شهر و روستای دیگر را به لرزه درآورد. وقوع این زمین‌لرزه در تهران نیز باعث وحشت زیاد مردم شد و بسیاری را از خواب بیدار نمود، لیکن آثاری از ریزش منازل یا تلفات انسانی مشاهده نگردید. برخی از مطبوعات گزارش دادند که تعدادی از منازل مسکونی قدیمی تهران واقع در محلات جنوبی شهر آسیب‌های جزئی دیده‌اند. شدت زمین‌لرزه در تهران ۵ درجه در مقیاس مرکالی تخمین زده شده است. زمین‌لرزه شهر تبریز را به لرزه درآورد، در شهر خلخال از شدت بیشتری برخوردار بود و باعث ریزش تعدادی از ساختمان‌ها و وارد آمدن خسارات مالی شد. در شهر سراب باعث ریزش برج کوره آجرپزی ملی و چندین دیوار در نقاط مختلف شهر شد ولی در میانه و بروجرد گرچه احساس گردید لیکن تلفات جانی در برنداشت. شهر قزوین و بخش‌های تابعه آن به شدت لرزیدند که شکسته‌شدن شیشه‌های منازل و تخریب بعضی از خانه‌های مسکونی را بدنبال داشت و تعدادی مجروح نیز به جای گذاشت، لیکن خسارات مالی و تلفات جانی این زلزله در بخش‌ها و روستاهای کوهین، طارم سفلی، محور قزوین-رشت و نیز روستاهای رودبار الموت شدت بیشتری داشت.
در نخستین ساعات پس از زمین‌لرزه تعداد تلفات در روستای هیر از بخش الموت حدود ۵۰ نفر کشته شدند همچنین در روستای ازگنین سفلی از توابع بخش الموت غربی ۱۲ نفر کشته شدند. ومجموع کشته‌ها در بخش الموت غربی حدود ۲۰۰نفر شد. و در کوهین و روستاهای حومه آن در بخش قاقازان ۱۶۰ کشته گزارش گردید. در استان زنجان دو روستای آب بر و ده شیر که زمین‌لرزه در آن‌ها شدت بیشتری داشته به کلی تخریب شدند و تعداد زیادی کشته و مجروح شدند. اکثر روستاهای طالقان دچار خسارات مالی زیادی شده و دام‌های زیادی از بین رفتند و شمار زیادی منازل مسکونی ویران گردیدند. در استان گیلان شهرهای رشت، رودبار، آستانه اشرفیه، لاهیجان، منجیل، لوشان و صومعه‌سرا در جریان زمین لرزه بیشترین خسارات را دیدند. در این حادثه به بسیاری از منازل مسکونی تجاری، دولتی و راه‌ها و پل‌ها آسیب شدید وارد گردید. منبع بزرگ تأمین آب مشروب رشت-انزلی و تعدادی ساختمان و آپارتمان مسکونی ۷ و ۸ طبقه با خاک یکسان شد و تعدادی کشته و مجروح گردیدند. در آستانه اشرفیه منبع آب آشامیدنی شهر به کلی ویران و ده‌ها خانه در اثر پدیده روانگرایی خاک تخریب گردیدند. وقوع زمین لرزه در مناطقی از شهرستان فومن موجب خسارات و تلفات فراوان جانی و مالی شد و در روستاهای ماسوله و نصیر محله زمین‌لرزه ده‌ها خانه را ویران و ده‌ها تن را کشت. شهرهای منجیل و لوشان نیز از شهرهای دیگری بودند که به‌شدت تخریب شدند.
در شهر منجیل اکثر ساختمان‌ها ویران شدند و صدها کشته برجای ماند. سد منجیل در جریان زمین‌لرزه بشدت آسیب دید، به‌طوری‌که دریاچه پشت سد تا پایان مرحله بازسازی به‌طور کامل تخلیه شد. در تونل‌های محور منجیل ـ رودبار شکستگی‌های بزرگ و چپ گرد به وجود آمد و مبادی ورودی تونل‌های به علت ریزش کوه تخریب گردیدند. شهرک هرزویل در شمال غرب شهر منجیل به علت پایداری ساختمان‌های مسکونی از تلفات کمتری برخوردار بود، لیکن روستاهای هرزویل به علت لغزش کوه به کلی ویران گردیدند.
شهر رودبار در مقایسه با شهر منجیل از شدت تخریب کمتری برخوردار بود، لیکن به اکثر ساختمان‌ها آسیب شدید وارد آمد. در کیلومتر ۲۵ جاده رشت-رودبار جاده در اثر ریزش سنگ‌های عظیم مسدود گردید. شدت زمین‌لرزه در ناحیه رودبار-منجیل حدود ۹ درجه در مقیاس مرکالی تخمین زده شده است. در شهر گنجه کارخانه کفش و چرم گنجه به‌کلی ویران گردید و خسارات زیادی به شهر وارد شد. خسارات ناشی از زمین‌لرزه در ناحیه امامزاده هاشم جزئی بود و آثار حاصل از زمین‌لرزه در این منطقه کمتر به چشم می‌خورد ولی با نزدیک شدن به شهر رشت آثار تخریب تا اندازه‌ای بارزتر بود.

### دلایل بالارفتن تلفات انسانی
زمان رخداد زلزله بسیاری از مردم استان گیلان به‌خصوص جوانان در دقایقی پس از ساعت ۲۴ پنجشنبه سرگرم تماشای مسابقات فوتبال جام جهانی ۱۹۹۰ ایتالیا بودند که زمین به یکباره لرزید و این‌چنین بود که به دلیل بیدار بودن، بسیاری از جوانان توانستند به‌هنگام وقوع فاجعه از منازل بگریزند و زیر آوار نمانند. اما علت بالا بودن خسارات جانی در زلزله منجیل درحقیقت، خطا در اعلام کانون زلزله بود چراکه در آن زمان به دلیل محدود بودن ایستگاه‌های لرزه‌نگاری، کانون زلزله منطقه دیلمان در استان گیلان اعلام شد و از این رو زمان طلایی برای امدادرسانی به مناطقی که خسارات جدی بدن‌ها وارد شده بود از دست رفت چراکه این زمان طلایی برای نجات آسیب دیدگان در زلزله ۲۴ تا ۷۲ ساعت است. علیرغم تلاش تیم کادر درمان به سرپرستی دکتر عنایت الله رحیمیان وحجم بالای تخریب و تلفات تعدادی زیادی از مردم جان خودراازدست دادند.

## ضعف در اطلاع‌رسانی
دلیل خطا در اعلام مرکز زمین‌لرزه محدود بودن ایستگاه‌های لرزه‌نگاری در آن زمان اعلام شد. همچنین به دلیل آسیب دیدن راه‌های مواصلاتی و مسدود شدن برخی تونل‌ها، عملیات امدادرسانی به این مناطق با تأخیر آغاز شد.

## پیامدهای پس‌آیند
زلزله ویرانگر رودبار با همه پیامدهای فاجعه‌باری که داشت، منشأ اثر اتفاقات مهمی در کشور گردید.

### تحول در نظام مهندسی کشور
زلزله رودبار و طارم بی تردید تأثیرگذارترین زلزله در زمینه ساخت و ساز اصولی و مقاوم‌سازی در برابر زلزله و حوادث طبیعی بود و نقطه عطفی در مطالعات زلزله‌شناسی و مهندسی زلزله در ایران شد، به‌طوری‌که مطالعه زمین‌لرزه بخشی از سرفصل‌های دروس زلزله‌شناسی مهندسی و همچنین پهنه‌بندی خطر زلزله را به خود اختصاص داده و هر ساله دانشجویانی برای بازدید از پهنه رومرکز مهلرزه‌ای زلزله رودبار و درس‌هایی که باید از این زلزله آموخت به منطقه رودبار و منجیل می‌روند. دکتر علی بیت‌الهی، مدیر بخش زلزله مرکز تحقیقات ساختمان و مسکن با یادآوری مصائب فاجعه‌بار زلزله ۳۱ خرداد رودبار و منجیل در مصاحبه‌ای گفت: این زلزله چنان تأثیرگذار بود که می‌توان گفت، بعد از آن رویداد بود که ستاد مدیریت بحران وزارت کشور شکل گرفت، سازمان نظام مهندسی تأسیس شد، آیین‌نامه‌های ساخت و ساز مقاوم در کشور تدوین شد و مراکز پژوهشی مرتبط با زلزله بسط و توسعه یافتند.
از دیگر دستاوردهای مهم این واقعه برای جامعه علمی وفنی کشور می‌توان به تشکیل نخستین مراکز تحقیقاتی و پژوهشی مرتبط با زلزله، تدوین آئین‌نامه‌ها و مقررات ملی ساختمان واستاندارها اشاره نمود.
رخداد زمین‌لرزه رودبار همچنین سبب شد که با کمک بانک جهانی شبکهٔ شتاب‌نگاری مرکز تحقیقات ساختمان و مسکن تجهیز و توسعه یابد. همچنین شهر رازمیان مرکزیت الموت غربی پس از زمین لرزه تمامی ساختمان‌ها نوسازی شد و بافت روستایی به شهر تبدیل گردید.

### بازتاب فرهنگی
کارگردان نامدار ایرانی، عباس کیارستمی پیشتر فیلم خانهٔ دوست کجاست؟ را در روستای کوکر ساخته بود. پس از شنیدن خبر زلزله کیارستمی به منطقه رفت تا از دو شخصیت اصلی داستان (احمد و بابک احمدپور) و سلامتی آن‌ها جویا شده و کسب خبر کند. در همان‌جا بود که ایدهٔ ساخت فیلم زندگی و دیگر هیچ در ذهن او نقش بست و چنین شد که این فیلم که موضوعش بازماندگان این زلزله و امید به زندگیست ساخته شد. بعدها با ساخته شدن فیلم زیر درختان زیتون در همین مکان که فاجعهٔ زمین‌لرزه را پشت سر نهاده بود، این سه‌گانه، که بعدها سه‌گانهٔ کوکر (سه‌گانه زلزله) نام گرفت، تکمیل گشت.
حسین علیزاده در ۱۳۷۰ پس از زمین‌لرزه رودبار، آلبوم آوای مهر را پخش کرد و آن را به زلزله‌زدگان تقدیم کرد.